# فانتازیا ۲۰۰۰
«فانتازیا ۲۰۰۰» (انگلیسی: Fantasia 2000) فیلمی در ژانر موزیکال به کارگردانی جیمز آلگار است که در سال ۱۹۹۹ منتشر شد.

## بازیگران
- استیو مارتین
- ایتزاک پرلمان
- کوئینسی جونز
- بت میدلر
- جیمز ارل جونز
- جیمز لواین
- آنجلا لنسبوری